# オランダ航空宇宙計画局
オランダ航空宇宙計画局（オランダ語: Nederlands Instituut voor Vliegtuigontwikkeling en Ruimtevaart; NIVR）はオランダの公的宇宙機関。2009年に解散し、宇宙部門はオランダ宇宙局 (NSO) の母体となった。

## 概要
1971年、オランダ航空機開発協会（NIV、1946年設立）を母体として設立された。
1974年8月30日、アメリカとの共同開発によるオランダ初の人工衛星、ANS天文衛星をヴァンデンバーグ空軍基地からアメリカのスカウトロケットによって打ち上げた。
1975年には欧州宇宙機関 (ESA) が設立され、オランダは設立時からの参加国である。
1983年にはオランダ科学研究機構の一部としてオランダ宇宙研究所 (SRON) が設立され、以来はSRONを中心として宇宙物理・地球科学に関するペイロード部品の開発利用がNIVRによる管理下で進められた。
2009年9月30日に解散し、NIVRの宇宙部門を母体としてオランダ宇宙局 (NSO) が新設され、航空部門はセンターノヴェム (SenterNovem) に統合された。